# Норагугуме
Норагугуме, Нораґуґуме (італ. Noragugume, сард. Noragugume) — муніципалітет в Італії, у регіоні Сардинія,  провінція Нуоро.
Норагугуме розташоване на відстані близько 360 км на південний захід від Рима, 115 км на північ від Кальярі, 37 км на захід від Нуоро.
Населення — 326 осіб (2014).

## Демографія
Населення за роками:

Станом на 1 січня 2023 року в муніципалітеті офіційно проживало 10 іноземців з 6 країн, серед них 5 громадян країн Євросоюзу.

## Сусідні муніципалітети
- Болотана
- Дуалькі
- Оттана
- Седіло
- Сіланус